# Archon bostanchii
Archon bostanchii Freina & Naderi, 2003, è un lepidottero della famiglia Papilionidae.
La morfologia appare molto simile a quella di Archon apollinaris, di cui fu considerata una sottospecie fino a pochi anni fa.
Ulteriori studi rivelarono invece differenze anatomiche e genotipiche profonde, sia rispetto ad Archon apollinaris sia ad Archon apollinus, così da farla assurgere al rango di specie distinta (Carbonell e Michel, 2007; Nazari e Sperling, 2007).
I dati scientifici disponibili su questo taxon sono ancora sporadici.

## Biologia

### Alimentazione
Le larve parassitano Aristolochia olivieri (fam. Aristolochiaceae).

## Distribuzione e habitat
La specie è endemica dell'Iran occidentale (provincia del Lorestan); la fascia altimetrica si aggira attorno ai 900 m di quota.

## Tassonomia
Non sono state descritte sottospecie.